# Steinweg 65 (Quedlinburg)

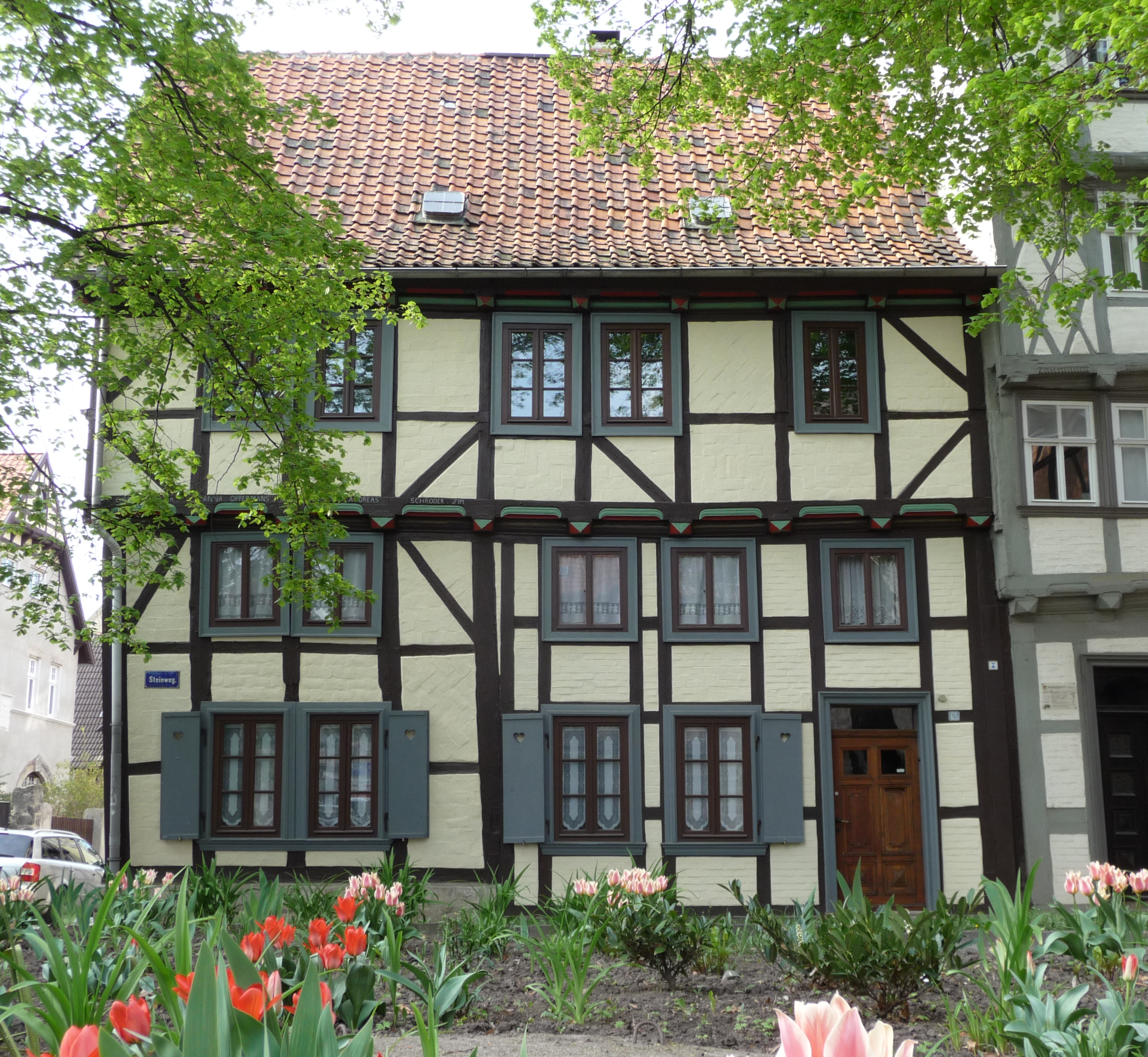
Steinweg 65, Nordfassade im Sommer

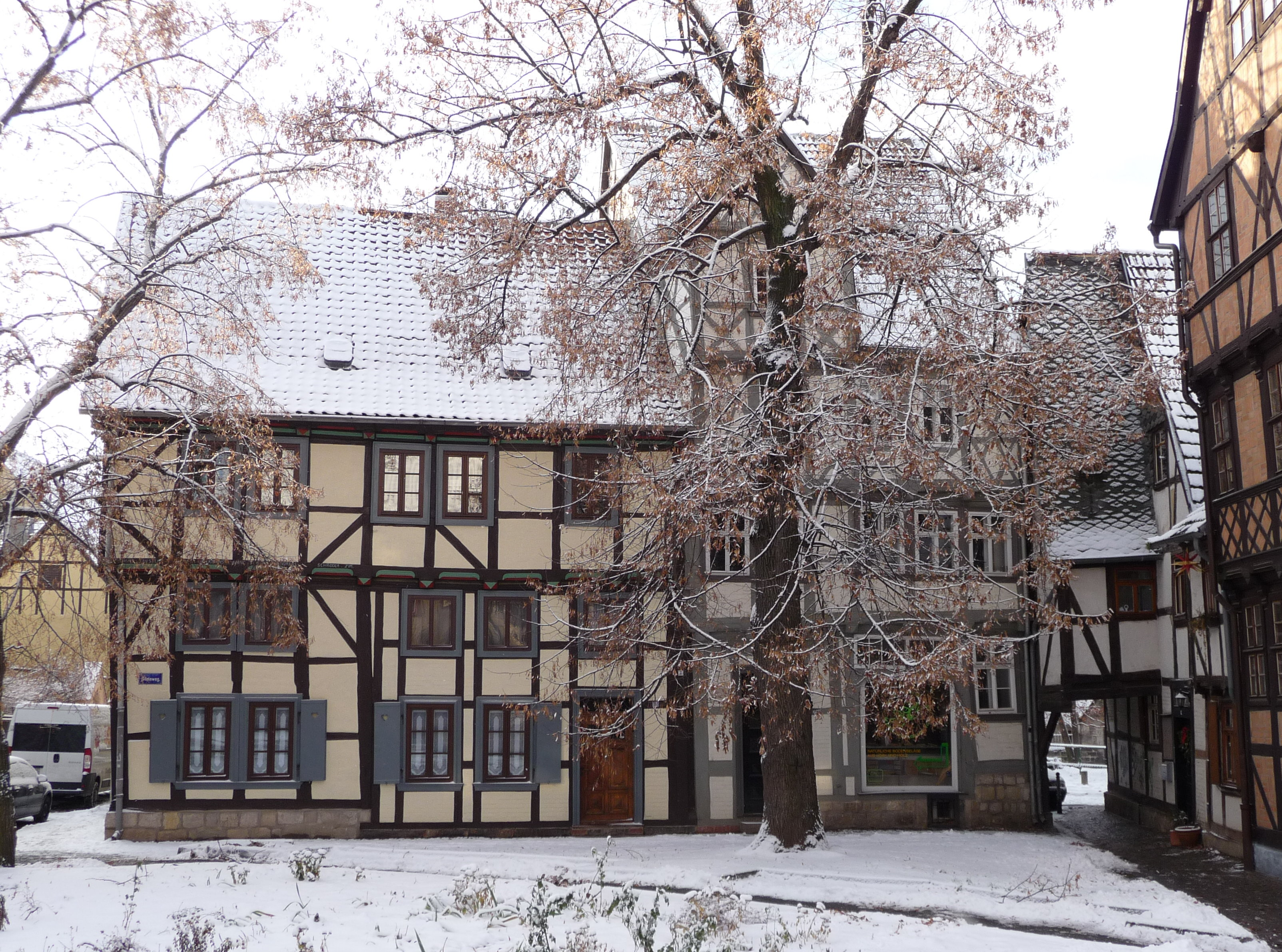
Steinweg 65, Nordfassade im Winter

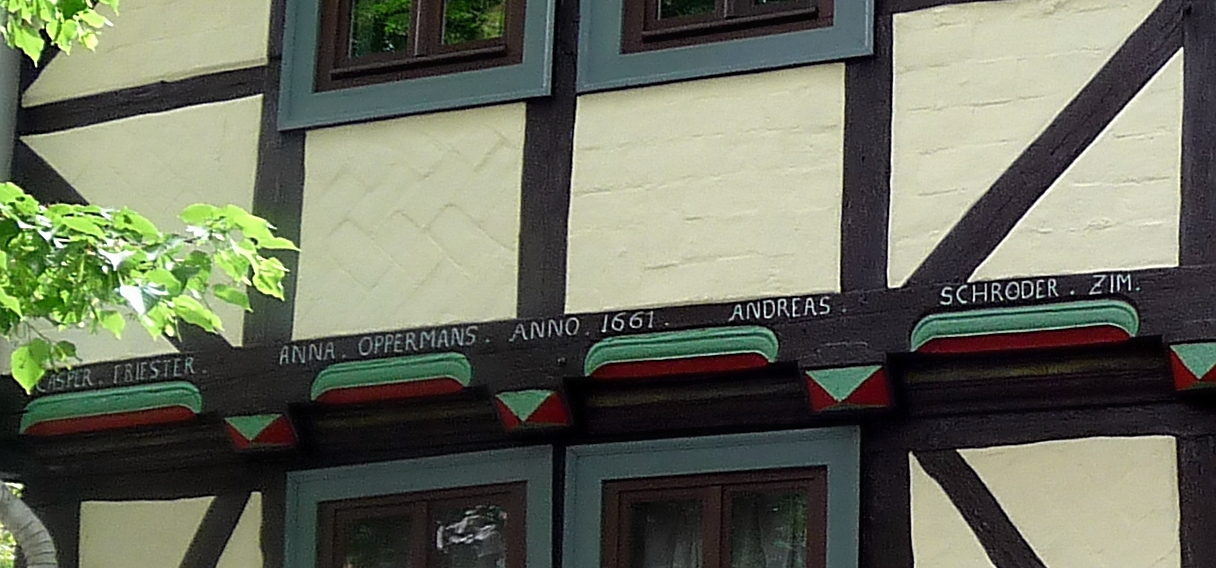
Inschrift, Bauherren, Baujahr und Zimmermeister A. Schröder, Steinweg 65, Quedlinburg

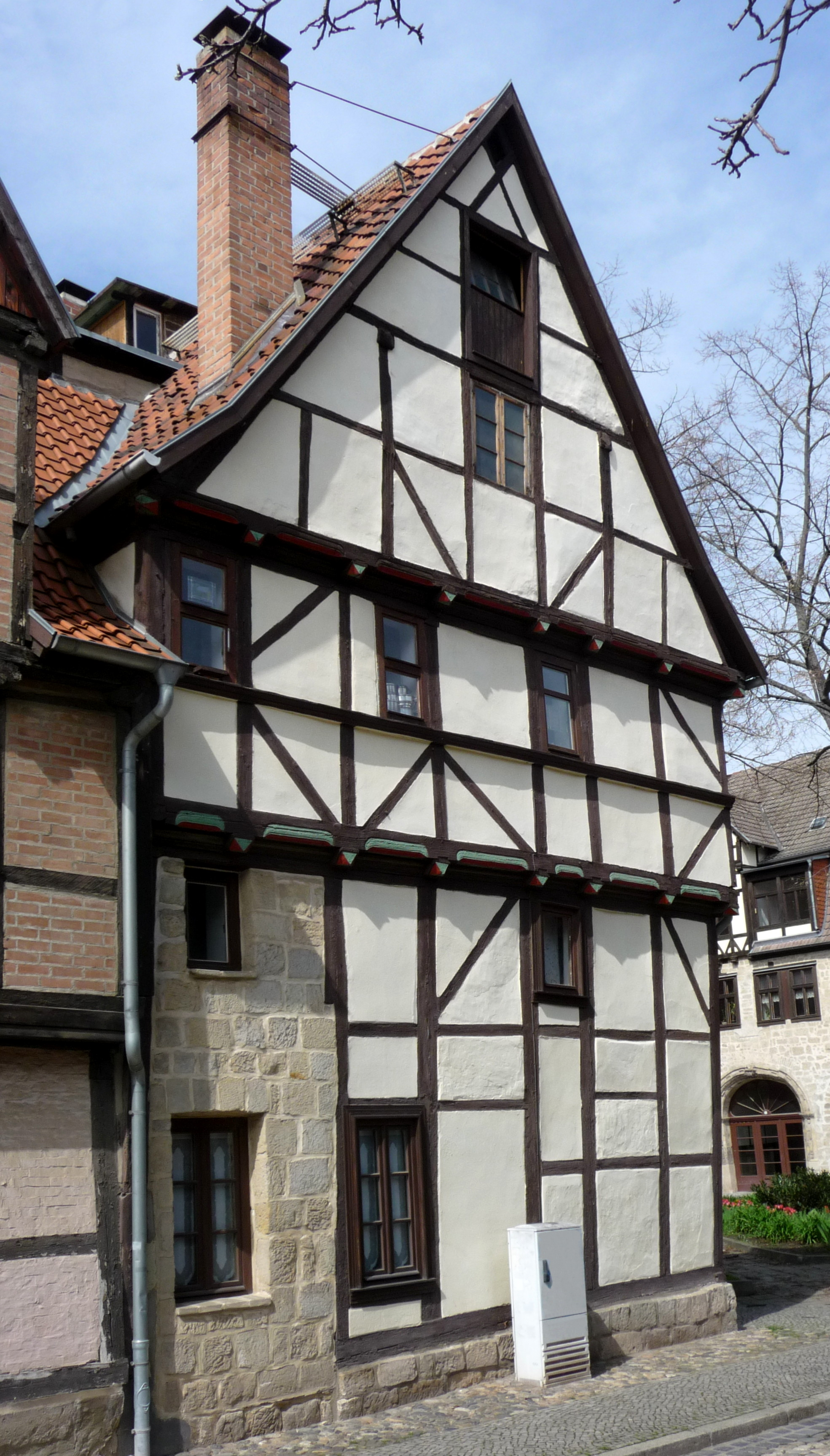
Ostgiebel mit Sandsteinmauerwerk links unten, Steinweg 65, Quedlinburg

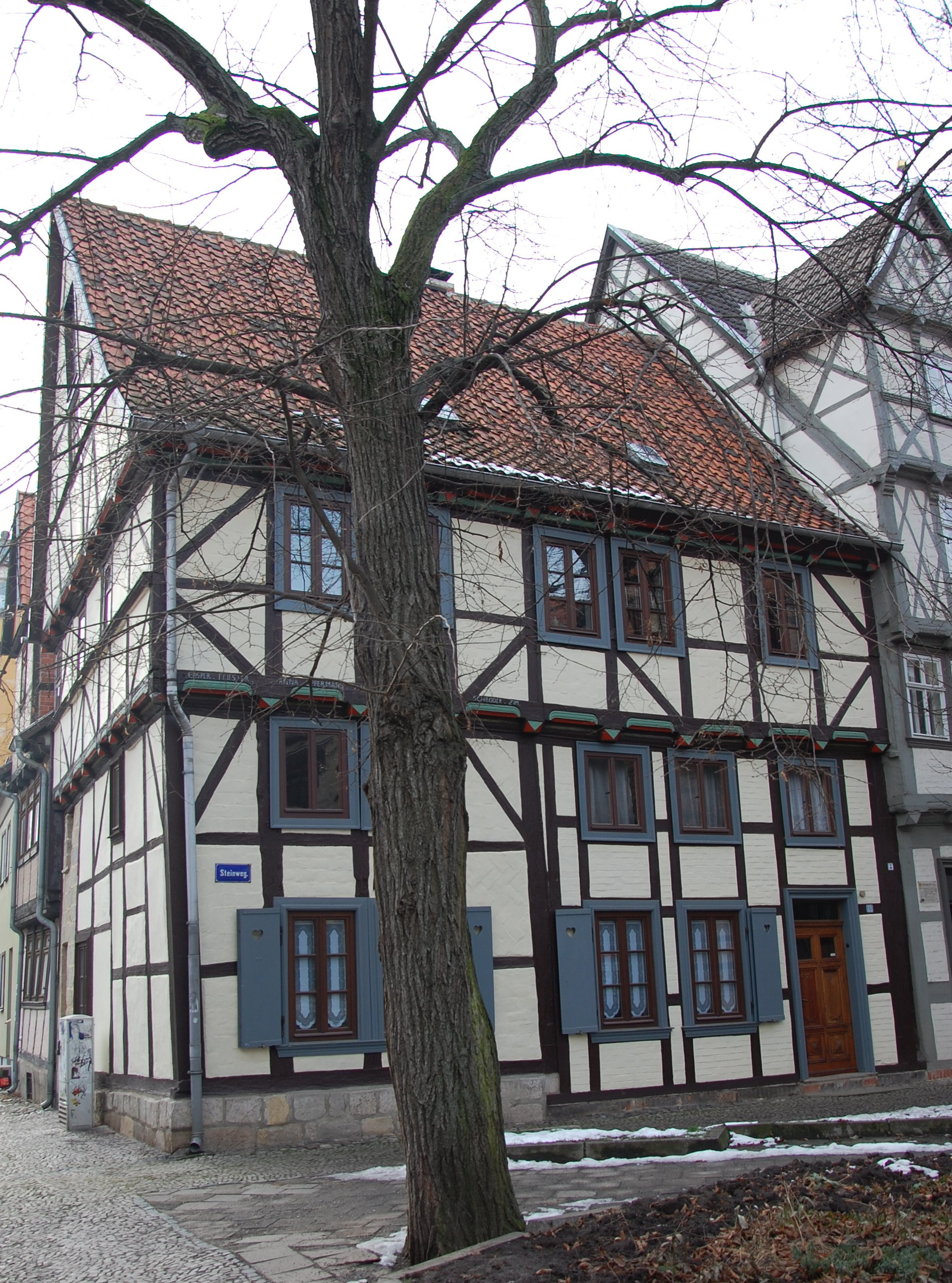
Steinweg 65

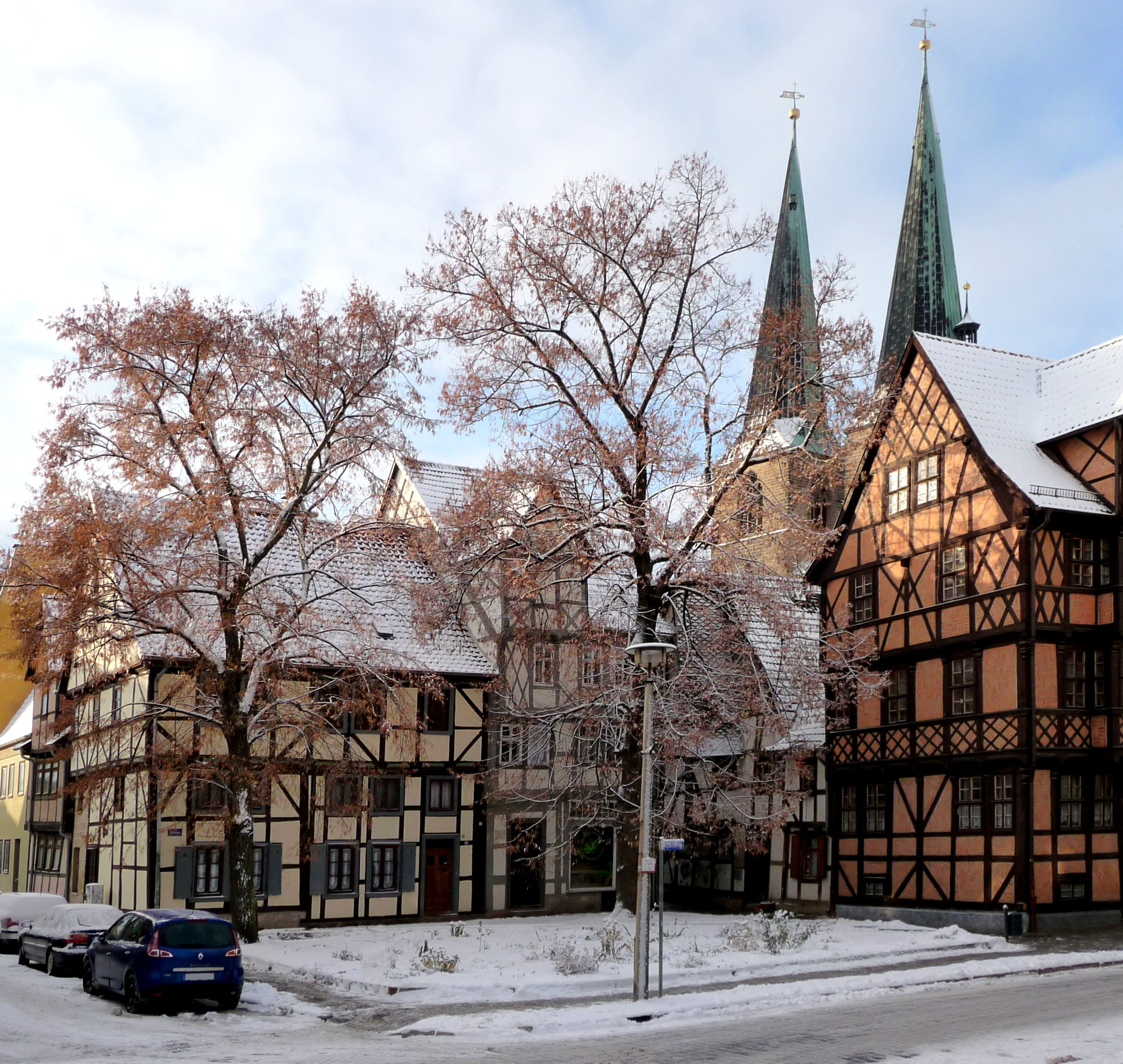
Freifläche vor dem Haus Steinweg 65 Quedlinburg, im Winter

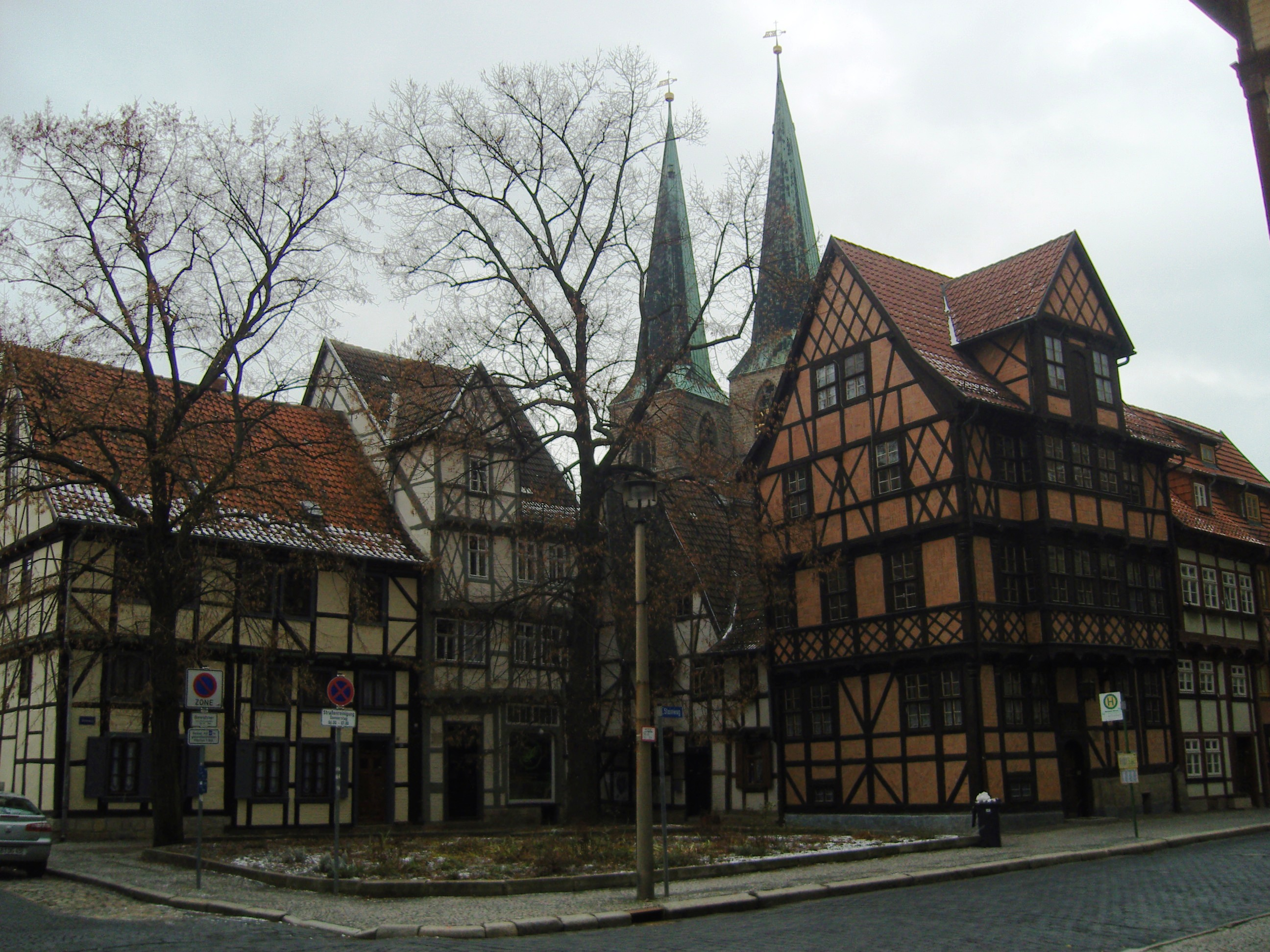
Platzsituation am Steinweg, links Haus Steinweg 65

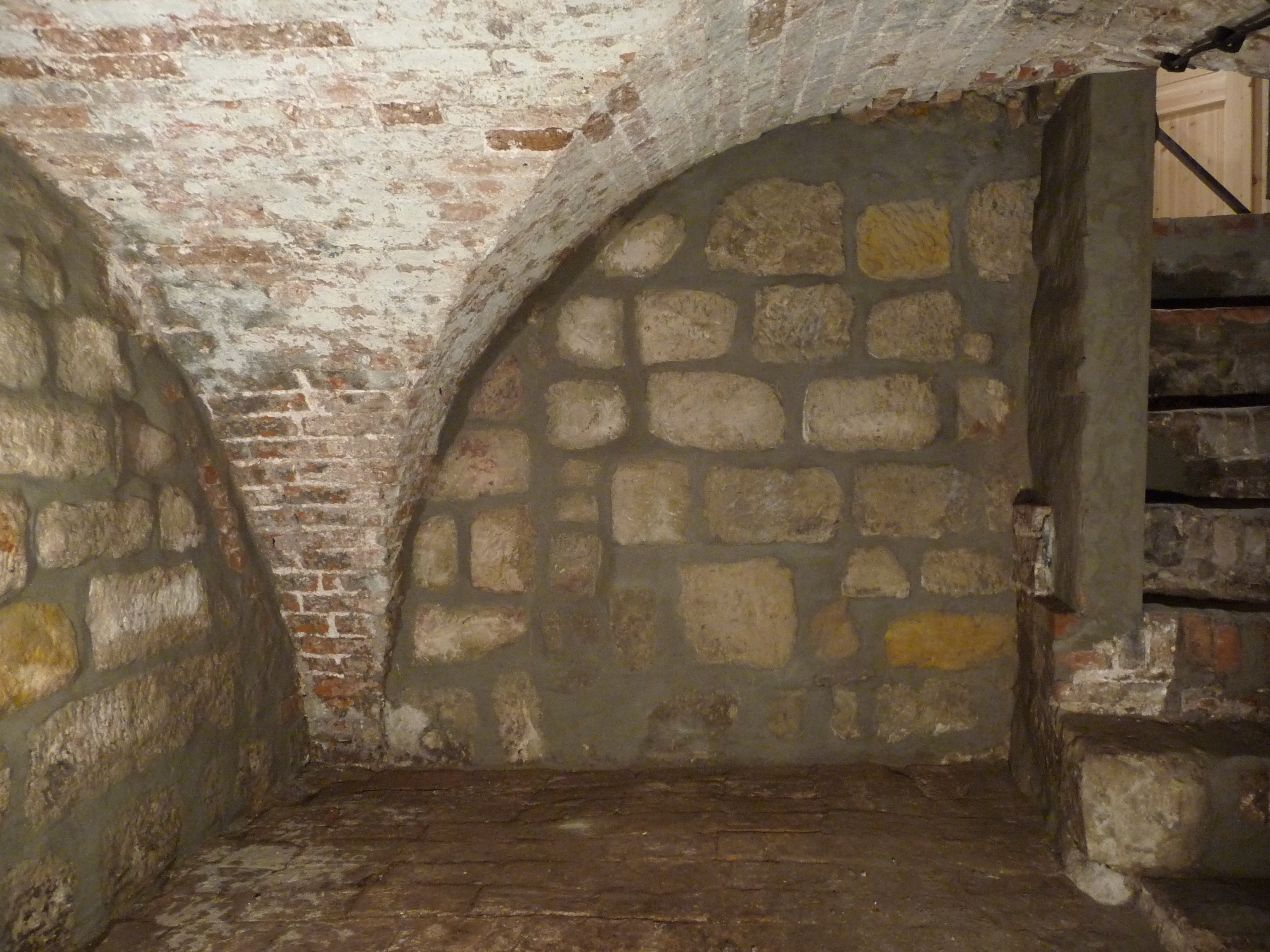
Gewölbekeller, Steinweg 65, Quedlinburg

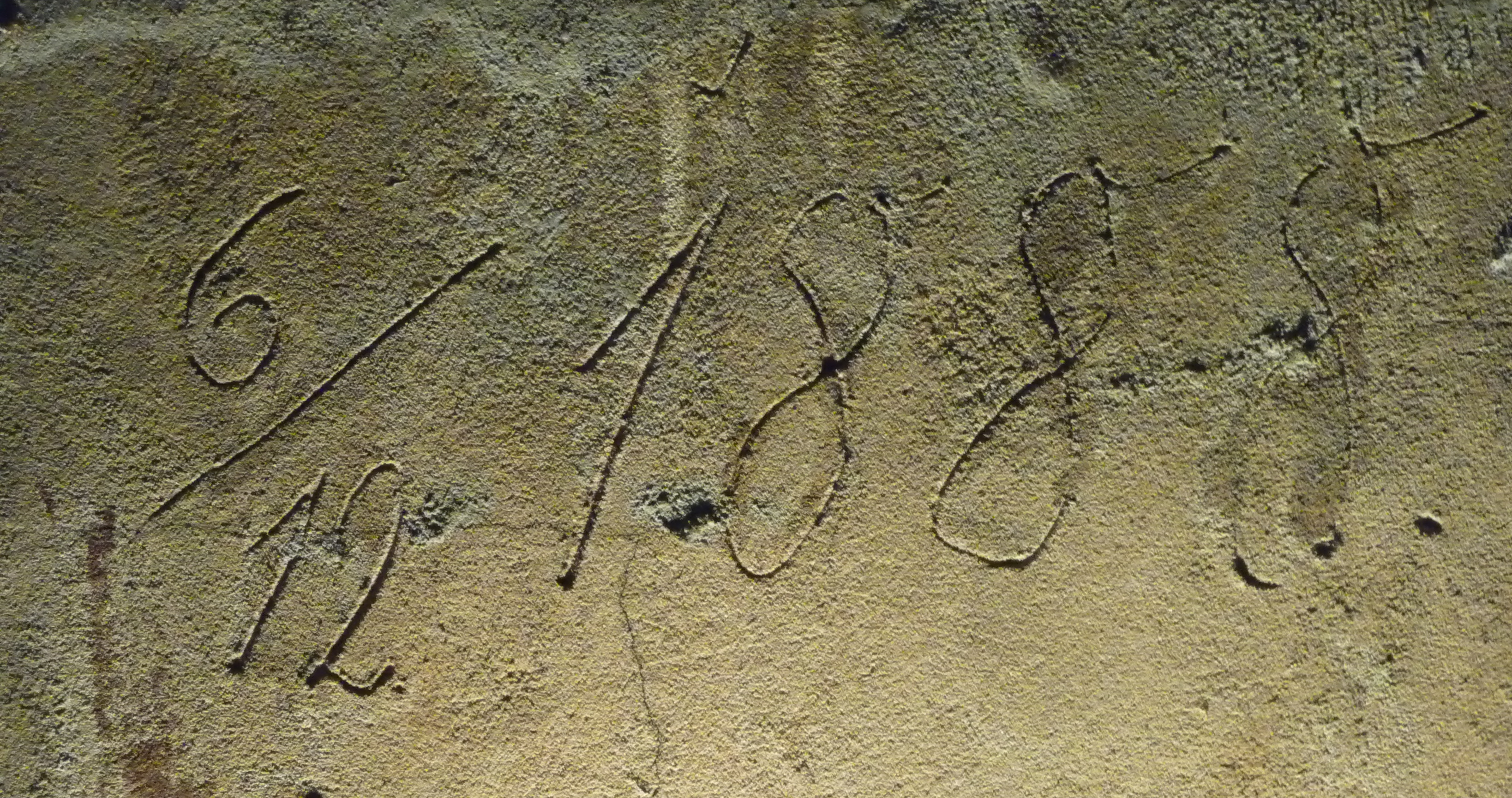
Baudatum eines Schornsteins, Steinweg 65, Quedlinburg

Das Haus Steinweg 65 ist ein denkmalgeschütztes Gebäude in der Stadt Quedlinburg in Sachsen-Anhalt.

## Lage
Es befindet sich in der historischen Quedlinburger Neustadt auf der Südseite des Steinwegs, westlich der Einmündung der Straße Konvent. Der Steinweg bildet hier einen kleinen Platz. Westlich grenzt das gleichfalls denkmalgeschützte Haus Steinweg 66 an. 

## Architektur und Geschichte
Das zweigeschossige Fachwerkhaus wurde im Jahr 1661 durch den Quedlinburger Zimmermeister Andreas Schröder errichtet. Auf ihn verweist die am Gebäude befindliche Inschrift ANDREAS SCHRÖDER ZIM. An der Fachwerkfassade finden sich Pyramidenbalkenköpfe. Im 19. Jahrhundert wurde in das Erdgeschoss ein Zwischengeschoss eingefügt.
Hinter der Sandsteinmauer (siehe Foto „Ostgiebel“) befand sich eine „schwarze Küche“, in der in vorausgegangenen Zeiten das Essen der Bewohner auf offenem Feuer gekocht wurde. Reste von rußgeschwärzten Balken sind noch nachweisbar. Auch ein Schornstein für den Rauchabzug ist vorhanden.
Im Denkmalverzeichnis des Landes Sachsen-Anhalt ist das Wohnhaus unter der Erfassungsnummer 094 46247 als Baudenkmal verzeichnet.